# Черкесское мухаджирство
Черке́сское мухаджи́рство (кабард.-черк. Адыгэм я лъэпкъгъэкӏуэд, убых. Цӏыцӏэкӏун, также геноцид черкесов — массовое принудительное переселение (мухаджирство) черкесского народа (а также родственных им убыхов, абазин и абхазов) во время и после окончания Кавказской войны в Османскую империю, совершённое властями Российской империи, сопровождающаяся массовыми убийствами и этническими чистками, что привело, по разным оценкам, к гибели от 1 до 1,5 млн человек и полной аннексии региона империей. Данное событие считается самой крупной кампанией этнической чистки, осуществленной каким-либо государством в XIX веке.

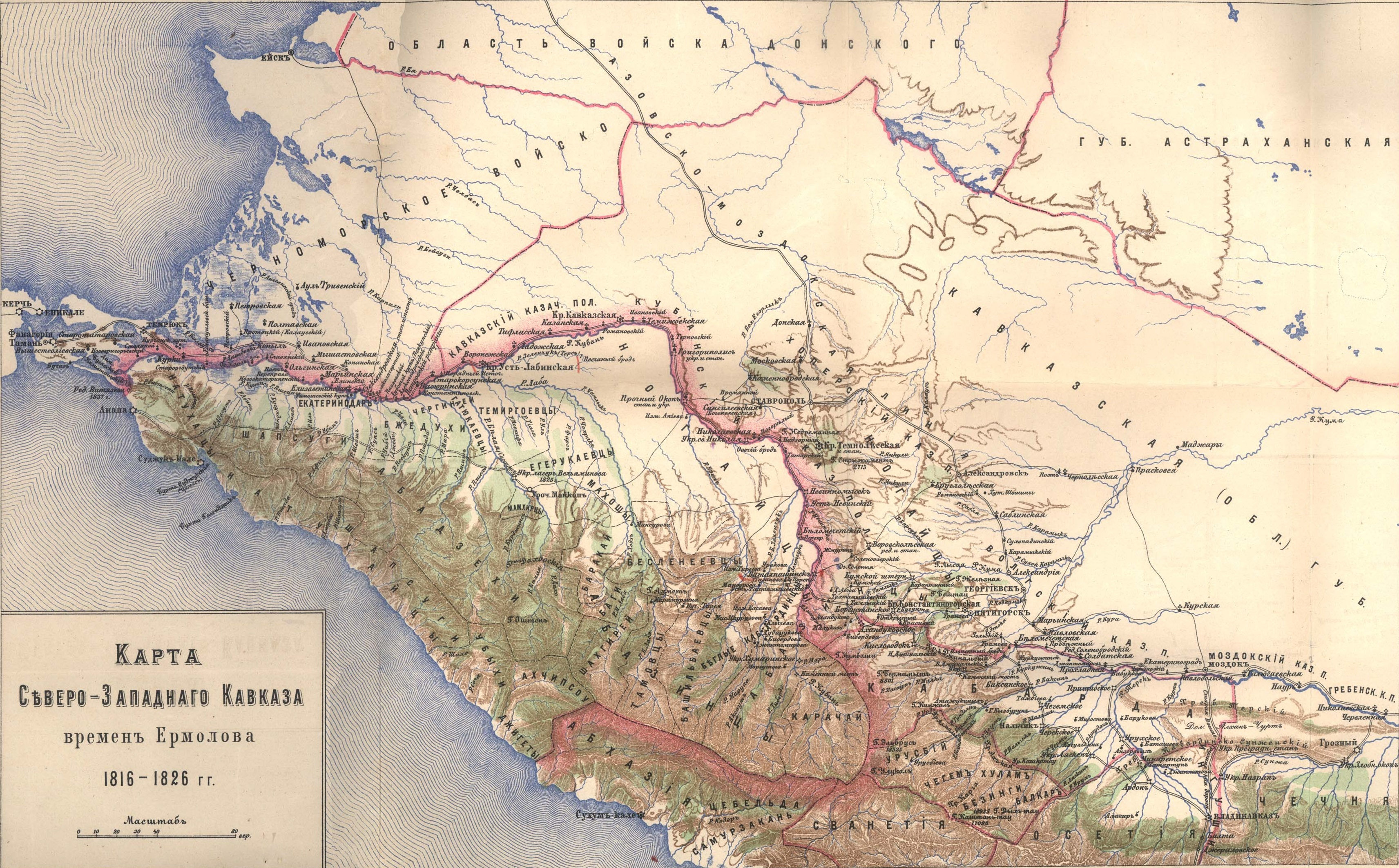
Карта Северо-западного Кавказа в 1816―1826 годах

Применяется также термин переселение в Стамбул (кабард.-черк. Истамбылакӏуэ). Против использования термина «мухаджирство», как не соответствовавшего «содержанию социального явления — изгнания горцев Кавказа», 24−26 октября 1990 года выступила Всесоюзная научно-практическая конференция «Национально-освободительная борьба народов Северного Кавказа и проблемы мухаджирства». Верховный Совет Кабардино-Балкарии в 1992 году и парламент Адыгеи в 1994 году использовали термин геноцид черкесов. По состоянию на 2025 год, геноцидом принудительное переселение черкесов Российской империей признаётся Украиной, Грузией. Парламент частично признанной Республики Абхазия признал геноцид абхазо-абазин, и убыхов.

## Война с черкесами

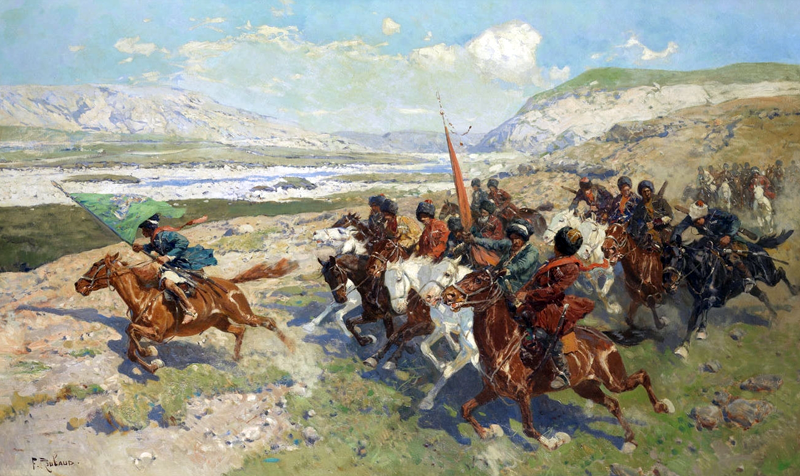
Франц Рубо Черкесский набег.(1890)

Кавказская война 1817—1864 годов была самой длительной войной, которую когда-либо вела Россия.
Османы всячески старались восстановить против России «закубанские народы», которые ещё совсем в недавнем времени участвовали в набегах ханской крымской конницы на южнорусские земли. Земли донского казачества, как приграничные, постоянно подвергались таким ударам.
Исторические источники сохранили немало примеров жестокости противоборствующих сторон. Об этом писал и бесленеевский пристав Г. С. Атарщиков, сообщавший, что горцы «…уважают одну лишь силу, храбрость, крутые меры и некоторые принятые у них обычаи, немыслимые в европейской войне, как например, отрубать у убитых неприятелей головы и выставлять на шесты». Ф.А Щербина писал, что «Черкесы зверски поступали не только с живыми врагами, но даже с их трупами, уродуя мертвых и творя над ними поругания. Линейцы не уступали в этом отношении своим противникам».

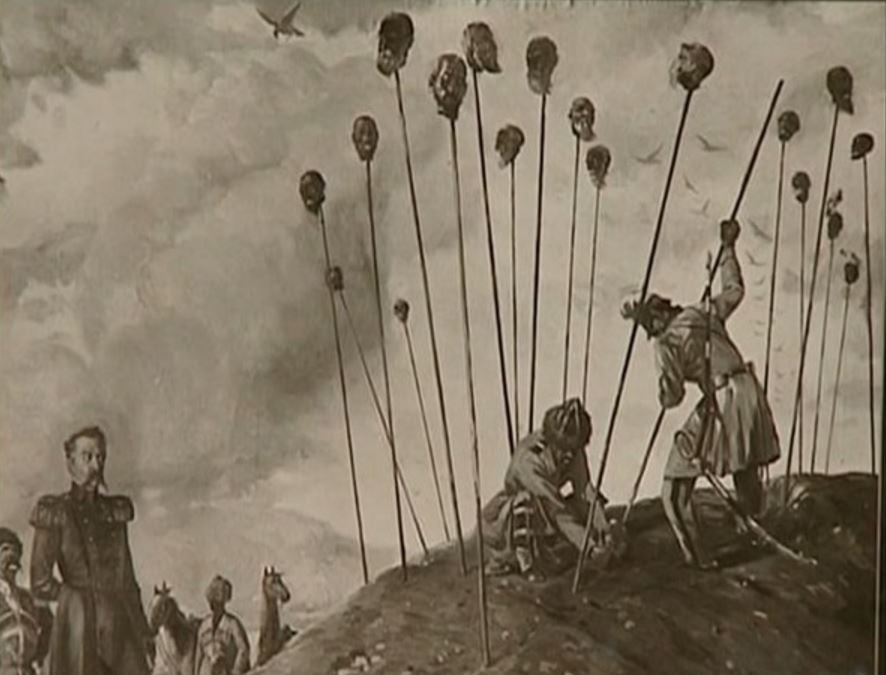
Григорий Засс у шестов с головами черкесов. Николай Иванович Лорер

Некоторые представители черкесских княжеских родов, после подписания клятвенных обещаний, признавали себя подданными Российской Империи. Поступившим на военную службу Русской императорской армии черкесским князьям предоставлялись офицерские чины и годовые жалования.

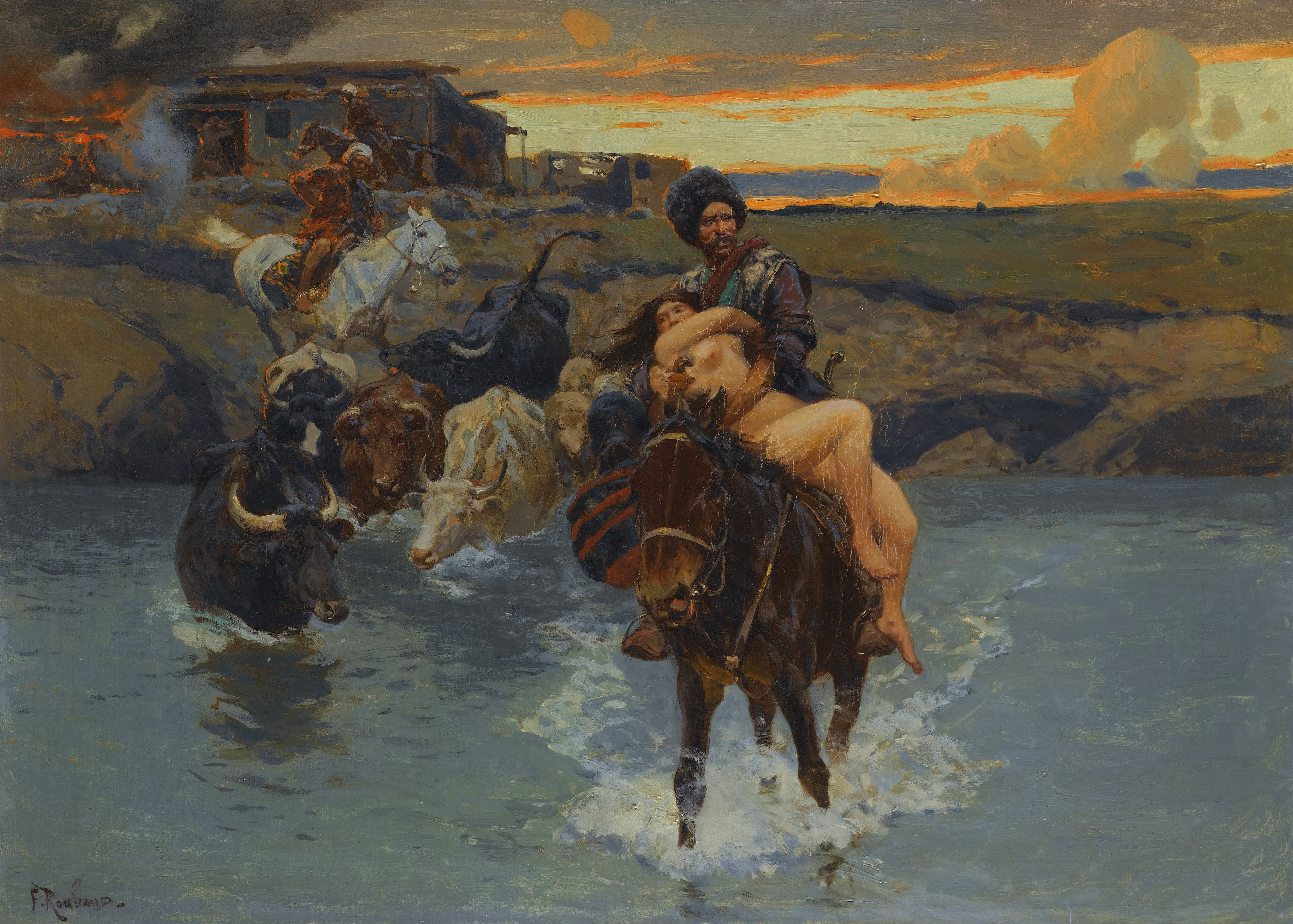
Франц Рубо.Черкесский набег — похищение. (1888)

Бегство адыгских крепостных и рабов в Россию было результатом острого социального противостояния и борьбы внутри их общества. Главной причиной бегства горцев в Россию было усиление феодально-крепостнического гнета со стороны черкесских князей, жестокий произвол владельцев рабов и работорговля. Междоусобная рознь среди адыгских племен и постоянные набеги отрядов феодальной знати на соседние, неприятельские аулы черкесов, разорение их и угон в рабство, также служили причиной бегства горцев в Россию. После очередного набега черкесы делили добычу. Пленники тут же продавались в рабство. Особым мотивом бегства в Россию были внутри семейные отношения адыгов, когда семья адыгов принимала решение о продаже в рабство в Турцию членов своей семьи (сыновей, дочерей). Девушки и женщины, которые не хотели быть проданными в рабство, также бежали в Россию.
После завершения Кавказской войны, население Черкесии (черкесские племена, а также родственные им убыхи, абазины и абхазы) в короткие сроки направлялось к Черноморскому побережью для последующего выселения в Османскую империю, захваченная же территория заселялась казаками.
Военные столкновения с черкесами начались в конце XVIII века в связи со строительством в Малой Кабарде крепости Моздок, сопровождавшимся изъятием земель и ограничением прав местного населения. В 1810 году очередное восстание подавил генерал Булгаков. Карательная экспедиция сопровождалась массовым сожжением аулов и имущества (тактика выжженной земли):
— Кабардинский народ доселе никогда таковой чувствительной не имел потери… Они потеряли много имущества, которое сожжено с двумястами селений.Генерал Булгаков, 1810 г.
Военно-полицейский гнёт, по словам Н. А. Волконского, создавал в Кабарде порядки «стеснительные и невыносимые» для значительной части населения.
Примером ведения войны против черкесов может служить тактика генерала Засса, который покорил Восточное Закубанье, районы, где проживали адыги (шапсуги, темиргоевцы, абдзахи (абадзехи), натухайцы, бжедуги, кабардинцы и др.) и абазины-ашхарцы (баракаевцы, башилбаевцы, кизилбековцы, тамовцы, шахгиреевцы). При любой возможности уничтожались посевы и запасы зерна, при нападении на сёла царские войска открывали огонь из артиллерии по хижинам. Для захвата и угона горского скота уничтожались запасы сена, вследствие чего адыгам приходилось выгонять скот на равнинные пастбища, где он захватывался и угонялся в ближайшие станицы. Вырубались сады и виноградники для принуждения черкесов покинуть гористую часть страны и тем самым ослабить их сопротивление.

Командующий российскими войсками на Кавказской линии генерал А. А. Вельяминов в докладной записке командиру Отдельного Кавказского корпуса барону Г. В. Розену от 20 мая 1833 года писал о стратегии колонизации черноморского побережья:

1. занять устья рек, впадающих в Чёрное море, дабы горцы не могли получить жизненных потребностей от турок;
2. главное и надёжное средство к прочному владению горами и покорению обитающих в оных народов состоит в занятии укреплениями важнейших в топографическом отношении мест;
3. средство ускорить покорение горцев состоит в отнятии у них плоскостей и занятии оных казачьими станицами;
4. истребление полей их в продолжение пяти лет кряду дает возможность обезоружить их, тем облегчить все дальнейшие действия.

С 1830-х годов начала сооружаться Черноморская береговая линия, что предзнаменовало начало военных действий против местного населения:
Кончив, таким образом, одно славное дело, вам предстоит другое, в моих глазах столь же славное, а в рассуждении прямых польз гораздо важнейшее – усмирение навсегда горских народов или истребление непокорных.— Николай I, 1829 г.

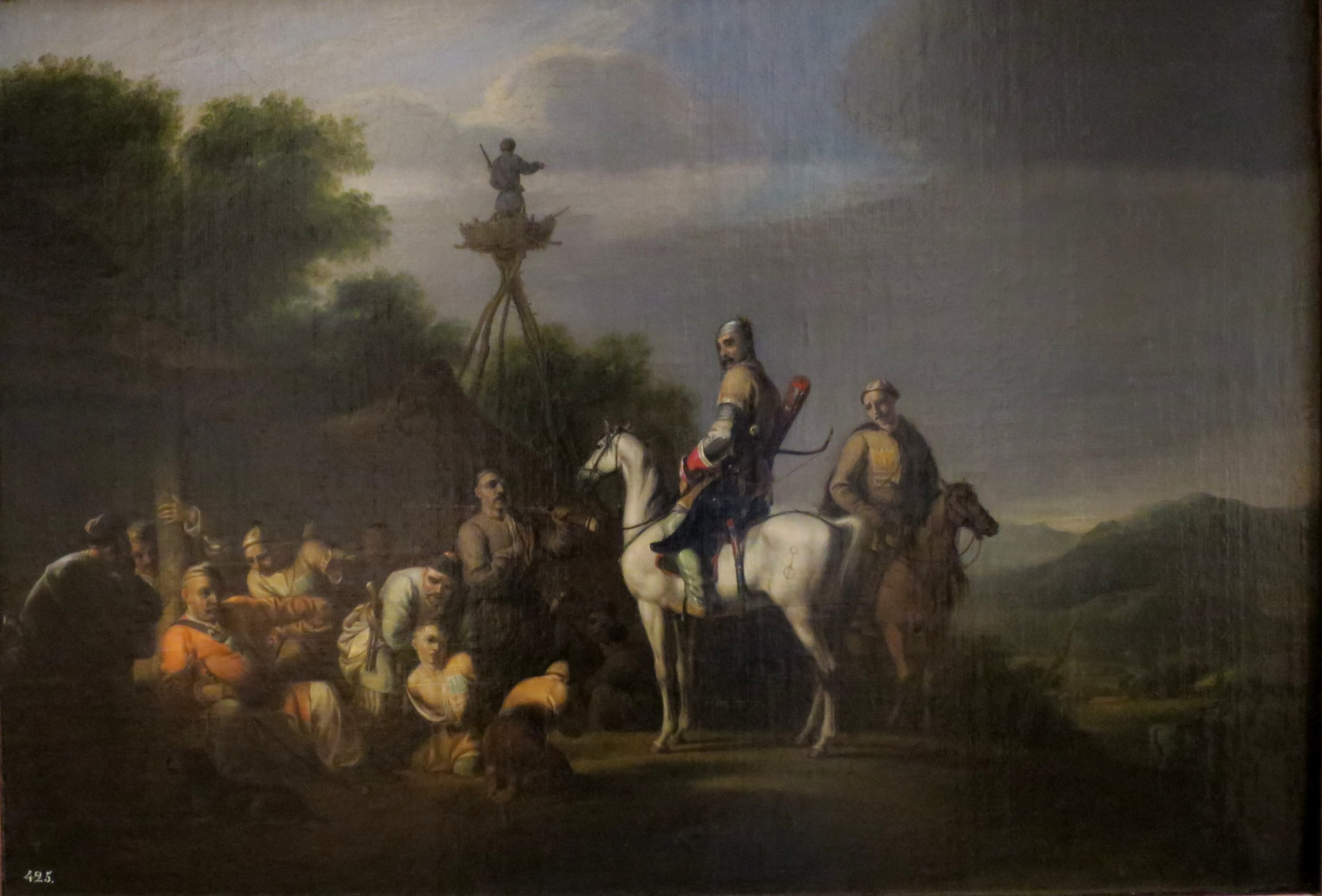
Сэр Уильям Аллан. «Черкесский князь, продающий двух мальчиков». (1814)

С времён Адрианопольского мира восточная часть Чёрного моря контролировалась русскими судами, препятствуя взаимодействию и торговле черкесов с турками и европейцами, в том числе торговле невольниками.
Издревле на восточном берегу Чёрного моря, от Анапы до границ Гурии, производим был торг невольниками; со времени присоединения того края к Империи Российской торг сей существовать не может.— Из послания министра внутренних дел Блудова барону Розену, 12 августа 1832

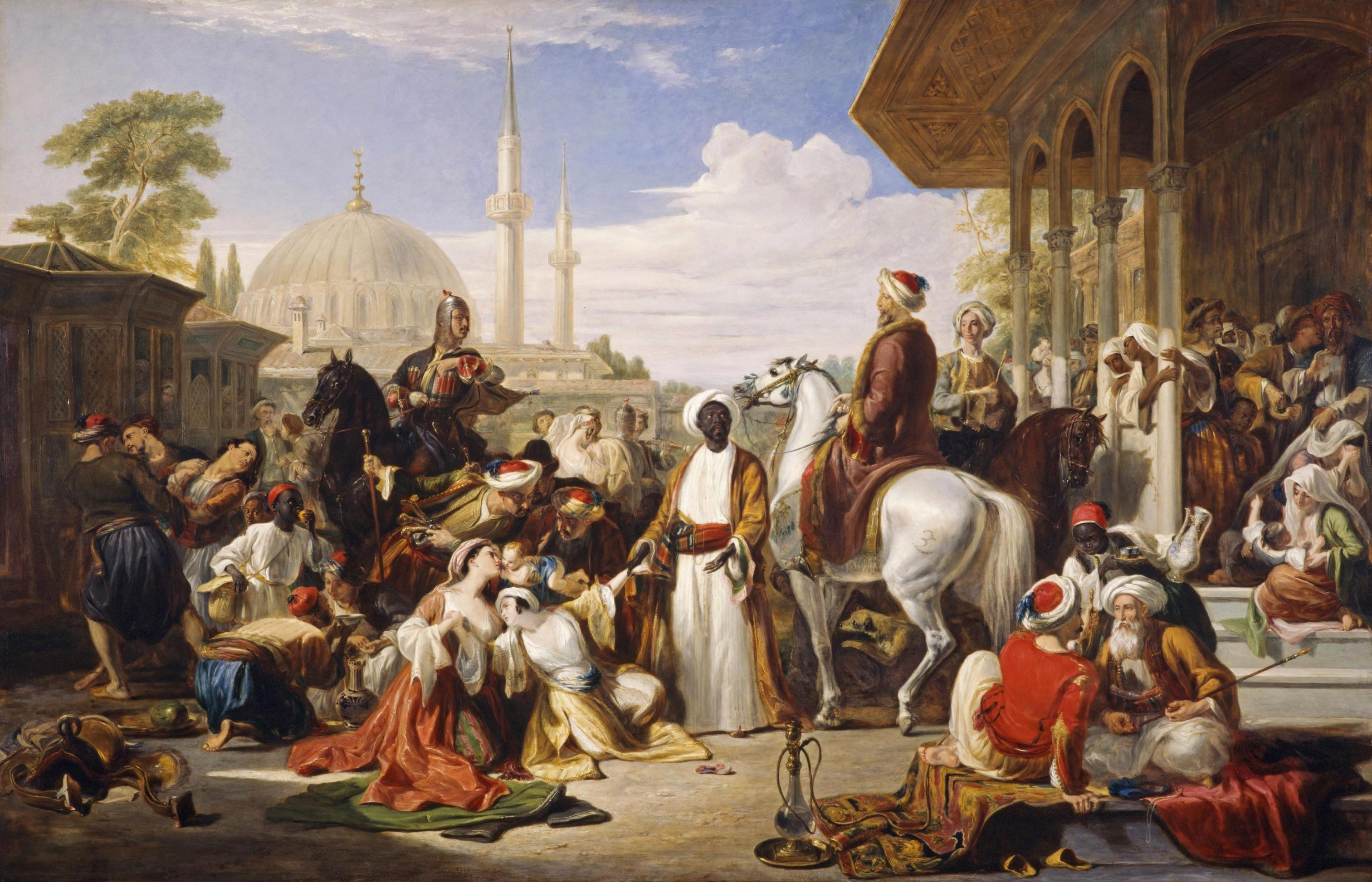
Сэр Уильям Аллан. «Невольничий рынок в Константинополе». (1838)

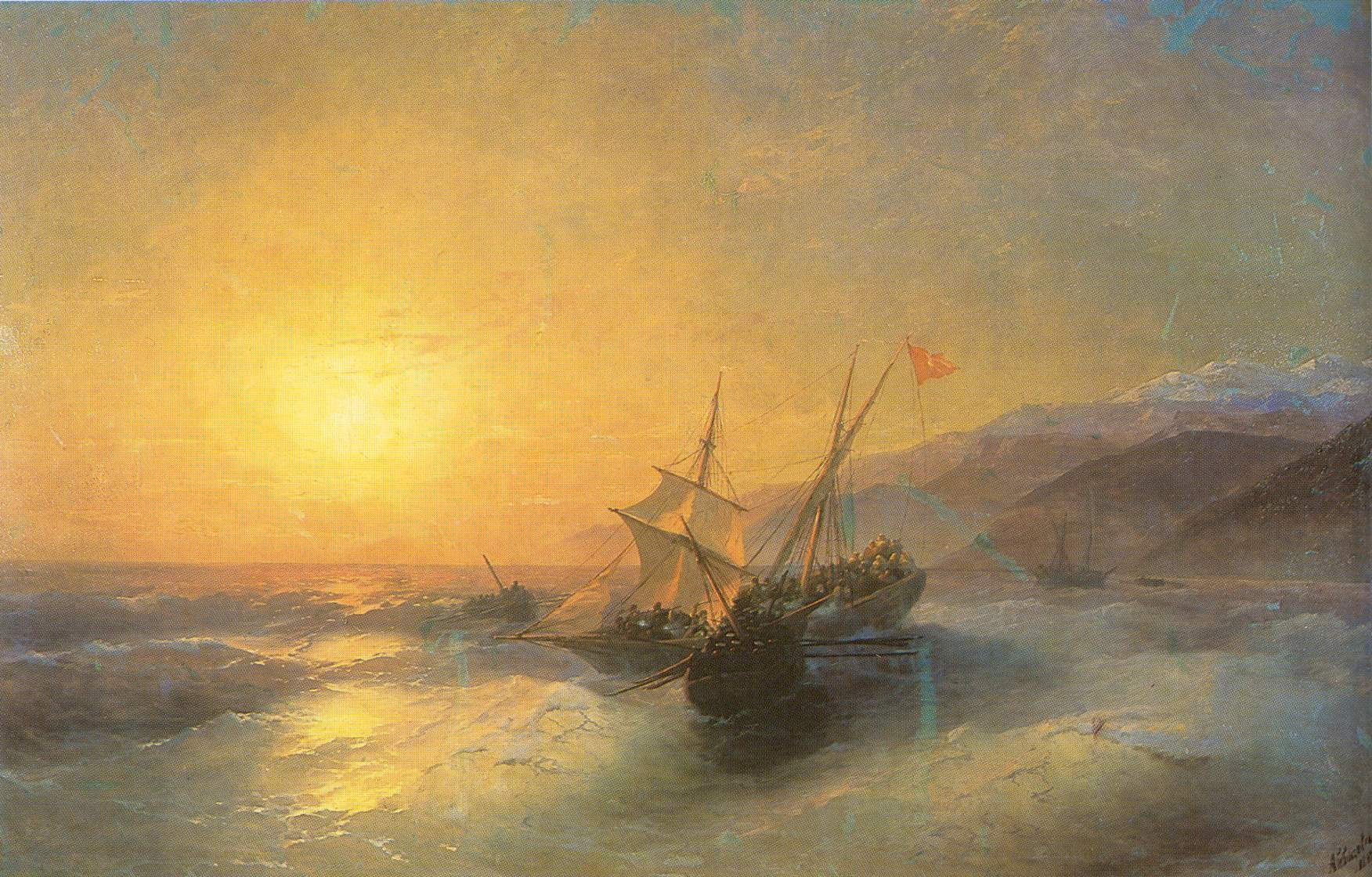
Айвазовский И. К. Взятие русскими матросами турецкой кочермы и освобождение пленных кавказских женщин

В 1857 году тогдашним начальником Главного штаба Кавказской армии генерал-адъютантом Д. А. Милютиным была выдвинута идея о выселении горцев Северо-Западного Кавказа и заселении освободившихся земель казаками и выходцами из внутренних районов России. Князь А. И. Барятинский писал ставшему уже военным министром Милютину в 1861 году:
…Если бы ловкими дипломатическими действиями внушить султану мысль дать Шамилю [в данный период времени имам Шамиль уже находился в почетном плену в Калуге] в своем владении пустопорожние земли для колонизации кавказских выходцев и вместе с тем, при отпуске Шамиля, обязать его словом помогать, а не вредить власти Государевой на Кавказе, то я почти уверен, что он всеми мерами будет стараться исполнить обещания и затем с радостью устроить крымских и кавказских выходцев в Анатолии… Исполнение этой мысли имело бы тройную или четвертную цель: во-первых, избавить Кавказское плоскогорье от населения всегда враждебного и открыть этим самым прекрасные и плодородные места для нашего казачьего населения; во-вторых, дать самим выходцам лучшее положение, обеспечить их будущность, чего они теперь не имеют, ибо по мере прибытия в Турцию их оставили на произвол судьбы; в-третьих, это устроит судьбу и займет самого Шамиля, которому уже обещано будущее пребывание в Мекке; в-четвёртых, в общечеловеческих видах прогресса мы дадим прекрасное и сильное население пустынным странам.

## Переселение черкесов в Османскую империю

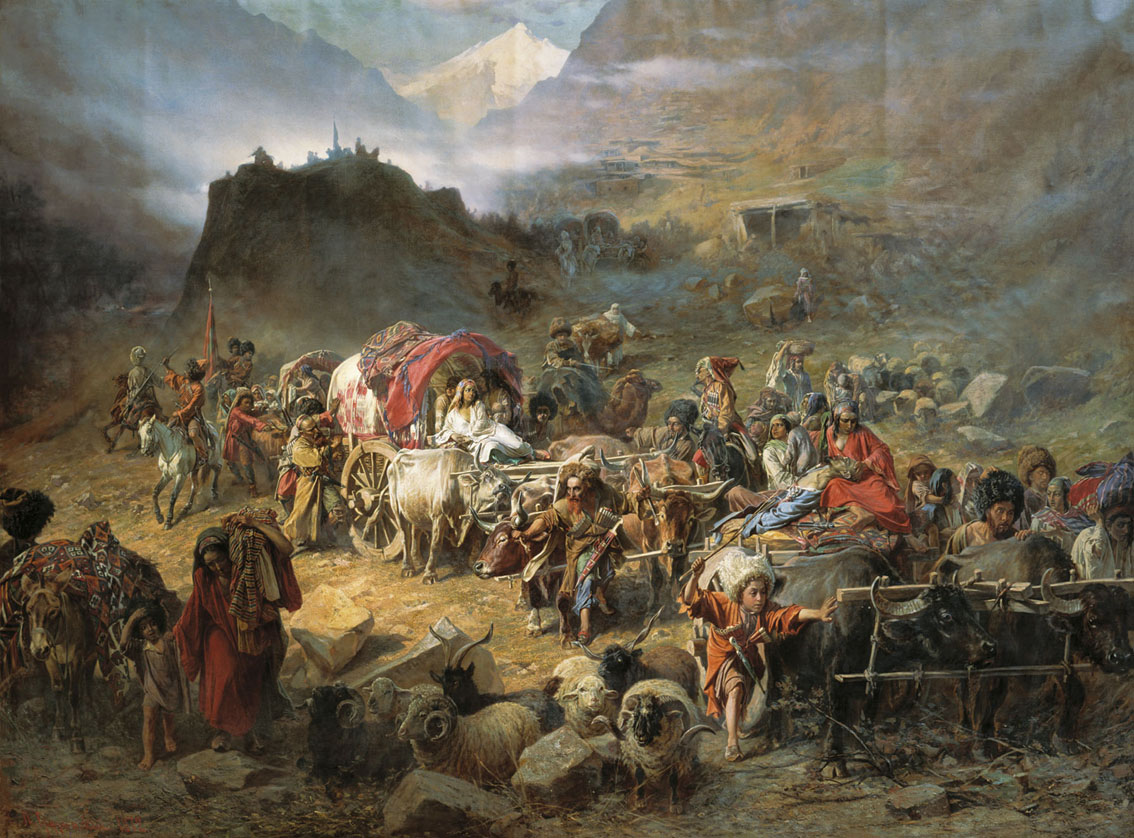
Пётр Грузинский. Оставление горцами аула при приближении русских войск

Переселение адыгов и вообще горцев Северного Кавказа в Османскую империю происходило в несколько этапов, каждый из которых отличался своими особенностями.
В 1860 году в Стамбуле была сформирована Верховная комиссия по переселению (Мухаджирин комисьюн 'али). Она входила в ведение министерства торговли, а с июля 1861 года получила независимый статус, штат служащих и бюджет. Комиссия отвечала за расселение горцев и оказание им материальной помощи. 19 марта 1875 года она была расформирована, вместо неё было создано специальное управление по делам горцев при министерстве внутренних дел Османской империи.
В 1863 году поверенный в делах России при дворе османского султана Е. П. Новиков писал начальнику Главного штаба Кавказской армии генерал-лейтенанту А. П. Карцову, что Порта выдвинула ряд требований, включая требования начать переселение горцев не ранее мая 1864 года, отправлять людей небольшими партиями, переселять ежегодно не более 5000 семей.

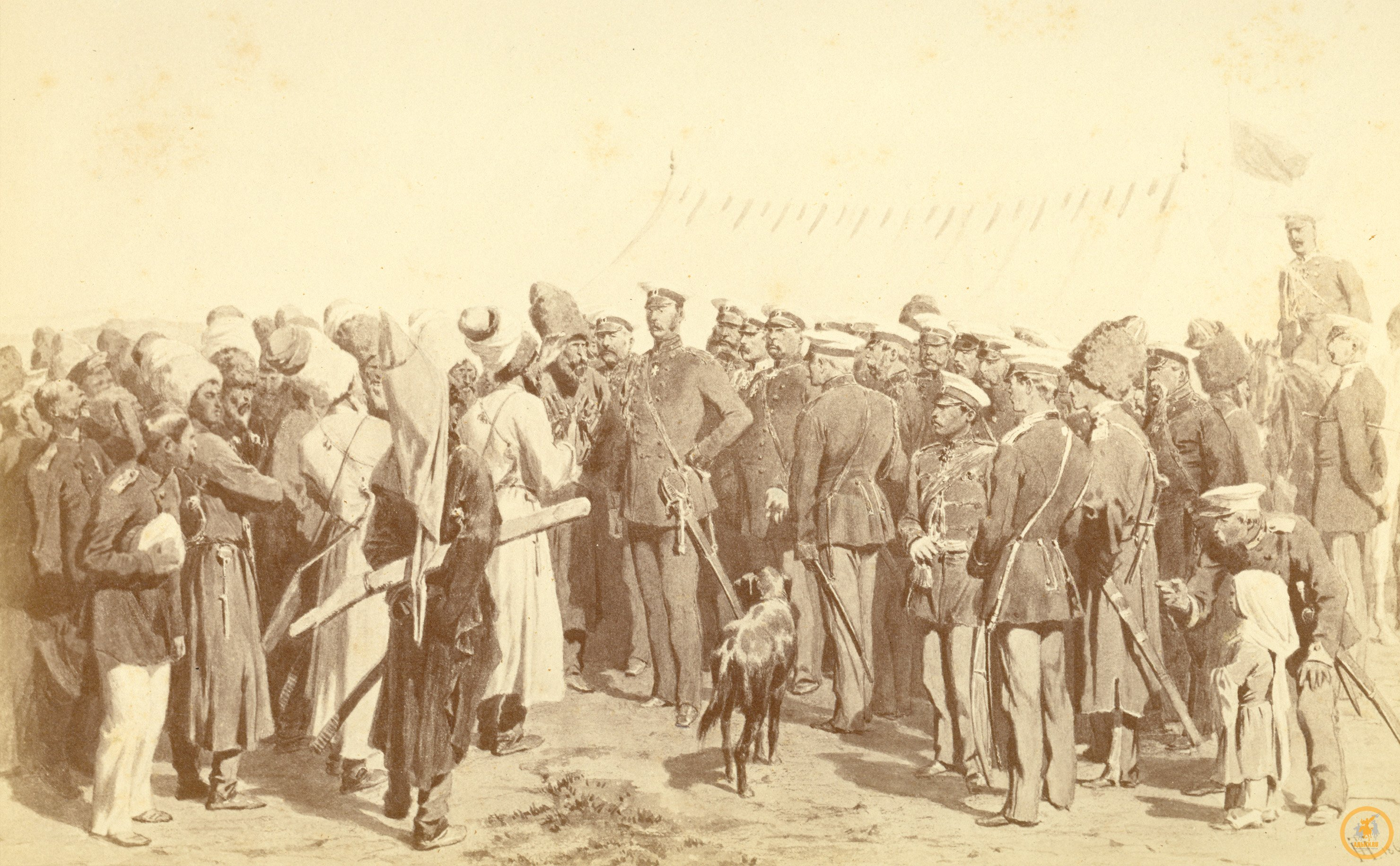
Т. Горшельт. Приём императором Александром II депутации черкесских племён в лагере Абадзехского отряда в 1861 году

В 1861 году северо-западный Кавказ посетил император Александр II. Депутации черкесов несколько раз обращались к императору со своими условиями завершения войны. Александр II заявил, что в течение месяца черкесы должны решить: или переселяться в глубь страны на места, указанные начальством, или уезжать к туркам. Через месяц армия возобновит военные действия и силой принудит их выполнить и то, и другое.
Официально выселение началось после выхода постановления Кавказского комитета от 10 мая 1862 года «О переселении горцев», тогда же была образована Комиссия по делу о переселении горцев в Турцию . Комиссия была уполномочена организовывать переселение горцев Северного Кавказа, выдавать им денежные пособия и вести переговоры с владельцами транспортных судов о перевозке эмигрантов. Но неожиданные для властей как Османской, так и Российской империй масштабы переселения (представления о численности черкесских племён оказались значительно заниженными), а также его реальные условия практически сорвали намерения правительств провести его цивилизованно.
Горцев-переселенцев 1860-х годов (то есть черкесов, убыхов и др., не подчинившихся до 1861 года царским властям горцев Северо-Западного Кавказа), прекративших сопротивление, но отказавшихся переселяться в болотистые низины Кубани, «на плоскость») сгоняли под конвоем на берег Чёрного моря, зачастую вдали от населённых пунктов, где они скапливались большими массами и находились месяцами, страдая и умирая от голода, холода и инфекционных болезней. Последние послужили причиной тому, что российские судовладельцы от перевозки горцев всячески уклонялись, а из турецких на это шли зачастую беспринципные коммивояжёры, набивавшие корабли переселенцами сверх меры, что вело к высокой смертности среди эмигрантов также и в пути. На малоазиатском побережье Турции, куда прибывали корабли с переселенцами, их ждали карантинные лагеря, зачастую не обеспеченные должными условиями для жизни и питания. В итоге султан был вынужден издать особый фирман, запрещающий горцам продавать своих детей и жён, хотя таким способом они скорее спасали близких от смерти в лагерях.

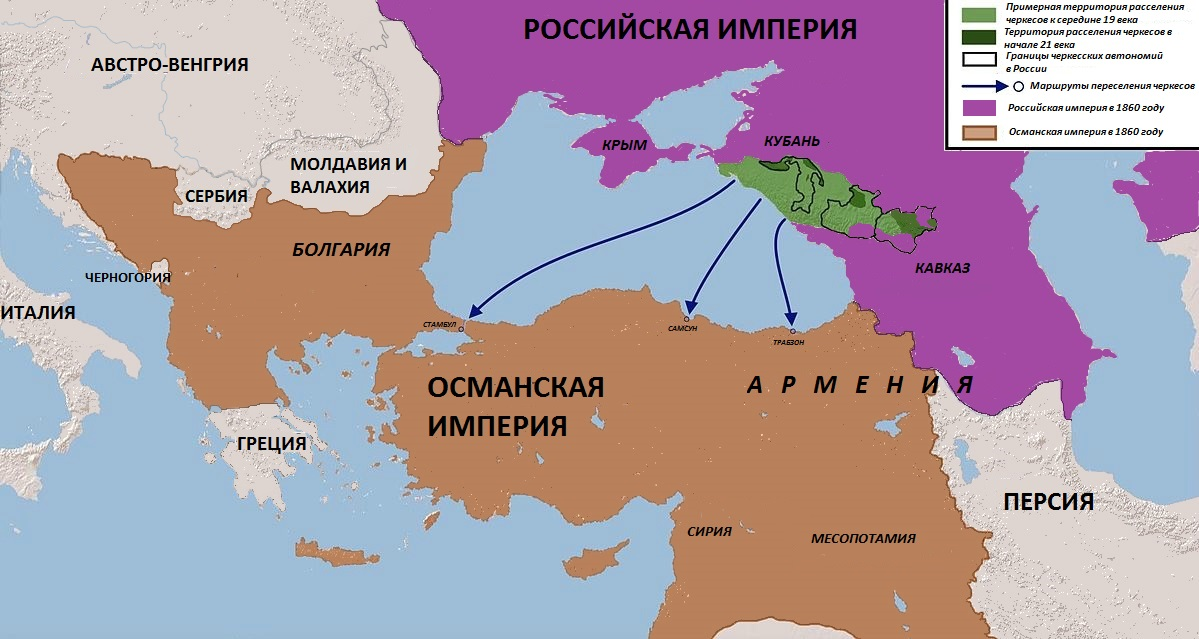
Основные направления переселения черкесов в Османскую империю

Дорога в Османскую империю была трудной. Те средства которые выделяла Османская империя очень часто не доходили до переселенцев. Власти Османской империи решили поселить их на азиатских территориях, удаленных от границы с Россией, в горных районах, где невозможно заниматься сельским хозяйством. Большинство мигрантов находят свою смерть в ожидании переселения из-за отсутствия нормальных санитарных условий жизни и медицинского обслуживания пациентов.

Очевидец переселения А. Фонвиль свидетельствует:
«Черкесы так торопились уезжать в Турцию, а турки до такой степени были жадны и корыстолюбивы, что суда обыкновенно нагружались, что называется доверху. 300 или 400 человек наполняли пространство, на котором в обыкновенное время помещалось от 50 до 60 человек. Возвратившиеся турецкие матросы рассказывали нам подробности страшных сцен. Несколько судов с переселенцами потонуло; на других половина пассажиров, умершая в дороге выброшена за борт…»
Турецкое правительство ввело в заблуждение адыгов. Хотя оно не могло обеспечить переселенцев приемлемыми условиями, оно также отправило своих представителей во все районы Черкесии, которые убедили оставшихся там жителей переехать в Турцию без исключения, пообещав им хорошую жизнь.. провозглашение турецкого эмиссара Мухаммеда Насарета, который гласил: «Берите Ваши семейства и все необходимые вещи, потому что наше правительство заботится о постройке для вас домов, и весь народ наш принимает в этом деятельное участие. Если тяжебные дела задержат вас до весны, то по окончании их поспешите переселиться с таким же рвением, как предшественники ваши!».
Переезд адыгов в Турцию вызвал недовольство турок, связанных с поставками наложниц в гаремы. Работорговцы вторглись в самые отдаленные деревни и проводили кампанию за переселение адыгов в Турцию. Большую роль в переселении адыгов в Турцию играла протурецки настроенная верхушка убыхов, шапсугов и абадзехов.
Многие из горцев, вывезенных в Турцию, были рабами и крепостными. Горское дворянство, придерживавшееся турецкой ориентации, не желая терять своих привилегий и опасаясь происходящей в России крестьянской реформы, переехало в Турцию (1857—1862), что позволило избежать проблем массового переселения в 1863—1864 годах. Они боялись, что Россия может освободить своих рабов.
В 1867 году наместник Кавказский великий князь Михаил Николаевич, посетив Кубанскую область, «лично объявил горцам, что переселение их в Турцию должно прекратиться окончательно» . Казаки и крестьяне, переселённые из внутренних районов России, не смогли вести хозяйство в горных условиях. Чрезвычайно прежде развитые в этих краях садоводство, животноводство, пчеловодство и даже земледелие пришли в упадок, значительные пространства обезлюдели.

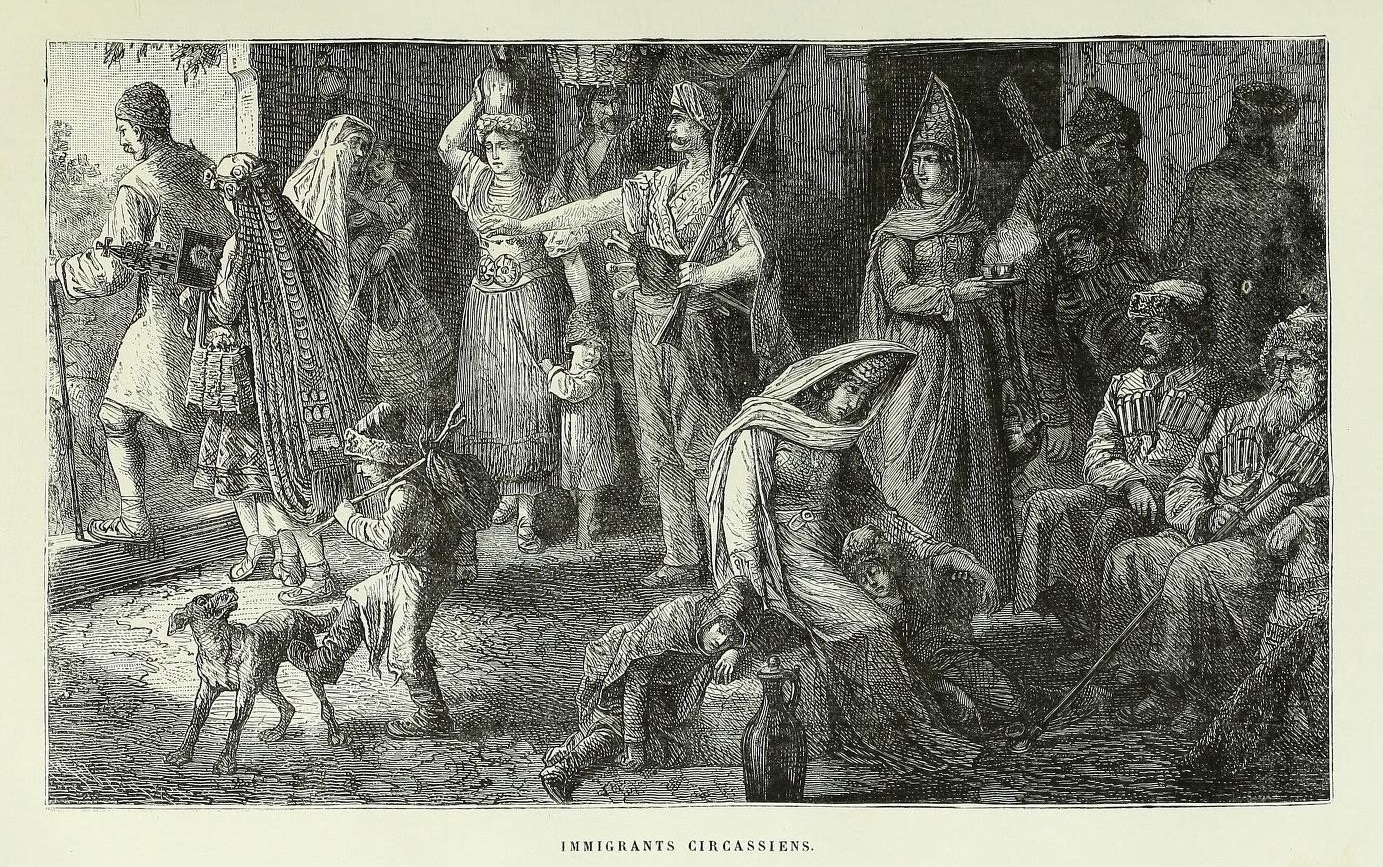
Турецкие янычары, заселяющие адыгов в дома изгоняемых болгар. Ф. Каниц

Турецкое руководство стремилось расселить северокавказских мухаджиров в нестабильных регионах империи, на местах, где османские власти были слабы, а антиосманское сопротивление сильно. По русским данным, на Балканах к 1876 году проживало свыше 150 000 кавказских мухаджиров, в том числе на территории Болгарии их было около 120 000. Черкесов расселяли на землях болгар и сербов, из них формировали иррегулярные воинские подразделения, которые участвовали в подавлении Апрельского восстания в Болгарии, а также воевали на стороне Турции в новой войне с Россией. После поражения Турции и независимости Болгарии, большинство черкесов были вынуждены повторно переселиться, уже в азиатскую часть Османской империи.

### Оценки количества переселённых
Современники оценивали общее число «вольных» черкесов в 350—400 тысяч человек (и «княжеских», или «мирных», черкесов ещё в 50—60 тысяч), отмечая при этом, что точные цифры получить невозможно (приводились также оценки в 320, 500 и 900 тысяч).
По данным английского консула в Трапезунде, из высадившихся в Анатолии за время с ноября 1863 по сентябрь 1864 г. 220 тысяч черкесов были проданы в качестве невольников 10 тысяч человек.
Когда российское правительство вынудило черкесов выбирать между переселением на Кубань и переселением в Османскую империю, одна четверть решила переселиться на Кубань, а три четверти — в Османскую империю, при этом шапсуги и убыхи уехали в Турцию почти все, а абадзехи и бжедуги — более, чем наполовину. В Турцию ушла значительная часть кабардинцев.
По оценкам генерала Фадеева, во время основного потока миграции в 1864 году в Турцию переселились 211 тысяч черкесов, в 1865 году ещё 40 тысяч, по турецкой переписи 1865 года в Сербии и Болгарии их было 70 000 семей, или около 200 000 человек.

## Вопрос официального признания геноцидом
7 февраля 1992 года Постановление Верховного Совета Кабардино-Балкарской Советской Социалистической Республики об осуждении геноцида черкесов № 977-XII-В.
 12 мая 1994 года Постановление Парламента Кабардино-Балкарской Республики № 21-П-П (об обращении в Госдуму с вопросом признания геноцида черкесов).
 29 апреля 1996 года Постановление Государственного Совета — Хасэ Республики Адыгея № 64-1 об обращении к Государственной Думе Федерального Собрания Российской Федерации с вопросом признания геноцида черкесов.
 29 апреля 1996 года Обращение Президента Республики Адыгея Аслана Алиевича Джаримова к Государственной Думе Федерального Собрания Российской Федерации с вопросом признания геноцида черкесов.
 15−17 июня 1997 года Во время своей пятой сессии Организация наций и народов, не имеющих представительства приняла специальную «Резолюцию по положению Черкесского народа».
 15 октября 1997 года В своём постановлении «Об акте депортации абхазов (абаза) в XIX веке» Народное собрание Республики Абхазия (на тот момент не имеющей дипломатического признания) постановило:
Признать массовое истребление и изгнание абхазов (абаза) в XIX веке в Османскую империю геноцидом — тягчайшим преступлением против человечества.

Признать согласно Конвенции Генеральной Ассамблеи ООН от 28 июля 1951 года депортированных абхазов (абаза) в XIX веке — беженцами.
октябрь 2006 года 20 адыгских общественных организаций из разных стран обратились в Европарламент с просьбой «о признании геноцида адыгского народа в годы и после русско-кавказской войны XVIII−XIX столетий». В обращении к Европарламенту было сказано:
Россия ставила целью не только захват территории, но и полное уничтожение либо выселение коренного народа со своих исторических земель.
ноябрь 2006 года Общественные объединения Адыгеи, Карачаево-Черкесии и Кабардино-Балкарии обратились к президенту России Владимиру Путину с просьбой признать геноцид черкесов, а в 2010 году с аналогичной просьбой черкесские делегаты обратились к Грузии.
 20 мая 2011 года В своей резолюции Парламент Грузии постановил:
Признать массовое уничтожение черкесов (адыгов) в период Русско-Кавказской войны и их насильственное выдворение с исторической родины в качестве акта геноцида согласно Гаагской IV конвенции от 18 октября 1907 г. «О законах и обычаях сухопутной войны» и Конвенции ООН от 9 декабря 1948 года «О предупреждении преступления геноцида и наказании за него»…
Признать насильственно депортированных из родины черкесов в период Русско-Кавказской войны и после неё беженцами согласно Конвенции ООН от 28 июля 1951 года «О статусе беженца».
После войны в Грузии в 2008 году Грузия активизировала усилия по налаживанию контактов с Северным Кавказом. Был проведён ряд тематических конференций, на которых обсуждался вопрос признания геноцида.
Так, 20−21 марта 2010 года в столице Грузии Тбилиси прошла конференция под названием «Сокрытые нации, продолжающиеся преступления: черкесы и народы Северного Кавказа между прошлым и будущим», в которой участвовали, в том числе, представители черкесских общин и некоторые депутаты грузинского парламента. Итогом конференции стало принятие резолюции черкесскими участниками конференции к парламенту Грузии с просьбой осудить действия Российской империи в XIX и начале XX веков, приведшие к потере независимости Черкесии, и признать эти деяния актом геноцида против черкесского народа.
Исследователь Георгий Мдивани говорил о скрытых причинах и политических мотивах признания:
Грузия – первое независимое государство, признавшее геноцид черкесов со стороны России. Возникает вопрос — какую цель ставило это признание и входило ли оно в государственные интересы Грузии? Если классифицировать геноциды в мировой истории по масштабности, то после еврейского народа самым «резонансным» является геноцид армян, который уже признали 48 государств. Несмотря на это, Парламент Грузии, по понятным причинам, так и не обсудил этот вопрос.
Тогда возникает ещё один вопрос — какую жизненную необходимость представляло признание геноцида черкесской нации? Тот факт, что такое признание введет российско-грузинские отношения в фазу ещё более глубокой эскалации, было довольно легко предсказать. Постановление, разработанное Парламентом Грузии 2011 года, можно объяснить тем, что правительство Саакашвили пыталось манипулировать темой черкесов:
1. Это было беспомощной попыткой бывшей власти, в отместку за проигранную войну августа–2008 нанести России какой-либо дипломатический вред;
2. Признанием геноцида черкесов предыдущая власть намеревалась ослабить имидж России на Северном Кавказе;
3. Настроить граждан России против Грузии, так как упомянутое признание служило ещё большему углублению напряженности между кавказскими народами и русскими.

В 2011 году в Тбилиси прошли расширенные заседания четырёх парламентских комитетов, на которых было представлено заключение грузинских историков о событиях XIX века. 20 мая 2011 года Парламент Грузии принял резолюцию о признании геноцида черкесов Российской Империей во время войны на Кавказе. Согласно тексту резолюции, действия российских властей признаны этнической чисткой и военно-карательными экспедициями, в результате которых «было уничтожено или изгнано с родины больше 90 процентов черкесов». Также, черкесы, депортированные во время войны 1763−1864 годов и после неё, признаются беженцами.
11 января 2024 года Верховная рада Украины признала геноцид черкессов
16 июня 2014 года лидер Радикальной партии Олег Ляшко анонсировал регистрацию в Верховной Раде Украины проекта постановления «О признании геноцида черкесов, осуществленного российскими царями и их войсками в XVIII и XIX веках».
26 июля 2011 года Международная ассоциация исследователей геноцида начинает изучение вопроса черкесского геноцида.
Некоторые российские правозащитники поддерживают претензии, выдвигаемые некоторыми представителями черкесов.
Политолог Евгений Ихлов в интервью телеканалу «ПИК» заявил «Геноцид был. Россия не признает геноцид западнокавказских народов никогда».
 9 января 2025 года Украина официально признала геноцид черкесов Россией.
Российская Федерация квалифицирует события в Черкесии как массовое переселение и не признает, что был геноцид.

## Научные оценки
По мнению Заремы Кипкеевой, «…эмиграция в Османскую империю («мухаджирство») имела особенно трагические последствия, и некоторые исследователи этой темы усиленно внедряют в сознание широкой общественности идею о геноциде адыгских народов со стороны России. Массовые перемещения инородных приграничных народов широко практиковались в истории как России, так и других империй для обеспечения надёжности государственной границы на случай внешних войн. При всей их трагичности для местных народов совершенно недопустимо представлять для современного читателя эту практику российских властей как злой умысел против определённых этносов или геноцид, так как вопрос об их полном уничтожении никогда не ставился».
По мнению И. М. Скибицкой, «…политика Российской империи не могла способствовать уничтожению горской государственности, поскольку государственные институты у черкесов Закубанья к этому времени ещё не сложились. Русское командование стремилось облегчить горцам процесс переселения, помогая им не только деньгами и транспортом, но и расселяя их семьи в зимнее время в казачьих станицах Адагумского полка. Таким образом, оно сумело избежать масштабных последствий гуманитарной катастрофы, в отличие от Турции. Тот факт, что одна часть горцев стремилась активно покинуть родину, а другая переселялась на Прикубанскую плоскость, опровергает исторические мифы о геноциде горцев и свидетельствует о том, что с их стороны, это был добровольно сделанный выбор из условий, предложенных русским правительством».
По мнению американского историка Уолтера Ричмонда (англ. Walter Richmond) уже действия Ермолова подпадают под все пять пунктов, установленные конвенцией ООН о геноциде, а при Евдокимове была произведена прямая этническая чистка — «наверное, первая в современной истории». Ещё одна этническая чистка, по словам Ричмонда, произошла в ходе Русско-турецкой войны 1877—1878 годов. Ричмонд полагает, что геноцид был обусловлен тем, что российские власти концентрировались на земле, а не её обитателях, не имея при этом последовательного плана подчинения черкесов.
По мнению англо-американского политолога Стивена Шенфилда (англ. Stephen D. Shenfield), действия против черкесов были этнической чисткой, «сравнимой с геноцидом». По словам Шенфилда, у имперских властей «не было одержимости поголовным уничтожением черкесов, однако было стремление избавиться от них без промедления, с полным осознанием того, что значительная их часть погибнет».
Как полагает американский востоковед Брайан Глин Уильямс, депортация черкесов была «первым геноцидом в современной Европе».
Американский демограф Джастин Маккарти полагает, что действия российского правительства были классическим примером принуждения к переселению: уничтожить дома и посевы, дабы обречь жителей на выбор между голодной смертью и бегством, причем русские не делали секрета из своих планов.
Историк Роберт Джераси (англ. Robert Geraci) обращает внимание на существовавшие в Российской империи «геноцидальных импульсов и фантазий», указывая, в частности, на проекты Павла Пестеля и Юлия Гагемейстера. Кроме того, тот факт, что депортации и убийства состоялись после поражения в Крымской войне, по мнению Джераси, не случаен: могла иметь место своеобразная месть не только самим горцам, но и Европе за понесённое в войне поражение. В 2013 году книга Р. Джераси «Окно на Восток: Империя, ориентализм, нация и религия в России» вышла на русском языке в издательстве «Новое литературное обозрение».
По мнению американского историка Питера Холквиста (англ. Peter Holquist), важным фактором в проведении направленной на очищение территории от горцев имперской политики стало быстрое развитие военно-статистической науки в середине XIX века с подачи Дмитрия Милютина. Военная статистика была направлена на изучение населения как такового в целом и отдельных этнических групп — в частности, которые, таким образом, становились объектом систематической государственной политики. Российские военные при этом неоднократно ссылались на примеры британской политики в Индии и французской — в Алжире. В 1860-е годы, по словам Холквиста, на Кавказе имело место систематическое применение российским правительством насилия для осуществления демографической политики, имевшее целью не истребление горцев, но тотальную этническую зачистку территории.

## В культуре
- Грузинский писатель XIX века Александр Казбеги посвятил событиям вокруг черкесского народа несколько своих произведений[77].
- Лохвицкий, Михаил Юрьевич (Аджук-Гирей) — повесть «Громовый гул» и роман «Поиски богов».
- Шинкуба, Баграт Васильевич — роман «Последний из ушедших», посвящённый истории убыхов, разделивших судьбу других мухаджиров.
- Машбаш, Исхак Шумафович — роман «Жернова», повествующий о трагической судьбе адыгов на чужбине.